# アルミン・コグラー
アルミン・コグラー（Armin Kogler、1959年9月4日 - ）は、1980年代前半に活躍したオーストリア、チロル州シュヴァーツ出身の元スキージャンプ選手。
1981-1982シーズンから1982-1983シーズンにかけてワールドカップ総合優勝を果たし、1982年の世界選手権で個人金メダルを獲得したトップジャンパーだった。

## プロフィール
1979年のスキーフライング世界選手権（ユーゴスラビア、プラニツァ）で優勝して頭角を現した。
翌1979-1980シーズンの第一回スキージャンプ・ワールドカップで5勝をあげ、同僚のフーベルト・ノイパーに次ぐ総合2位になった。
レークプラシッドオリンピックでは90m級5位、70m級で12位となった。
1980-1981シーズンはジャンプ週間で自己最高の総合2位、フライング選手権2位、またワールドカップでは3勝、表彰台12回で総合優勝を達成した。
1981-1982シーズンはオスロでの世界選手権で70m級個人金メダル、団体銀メダル、90m級個人で銅メダルを獲得し、ワールドカップでも総合2連覇を果たした。
1984年サラエボオリンピックでは70m級52位、90m級6位。
1985年、地元オーストリアで開催された世界選手権では団体銀メダルを獲得した。同年札幌での90m級で5位になったのがワールドカップでの最後である。
ワールドカップ通算13勝（2位12回3位12回）。
1979年と1981年、1982年の3回オーストリアスポーツマンオブザイヤーを受賞、1984年にはホルメンコーレン・メダルを受賞した。
コグラーは1989年からチロリアン航空のパイロットとして働くとともにオーストリア放送協会(ORF)のスポーツコメンテーターとして活動。2007年2月には精巣腫瘍を患ったが翌シーズンからコメンテーターに復帰した。
マルティン・コッホは甥にあたる。